# Hawaiian Airlines
A Hawaiian Airlines é uma empresa aérea dos Estados Unidos com sede em Honolulu, Havaí, foi fundada em 1929 e é a maior empresa aérea do estado.

## Frota

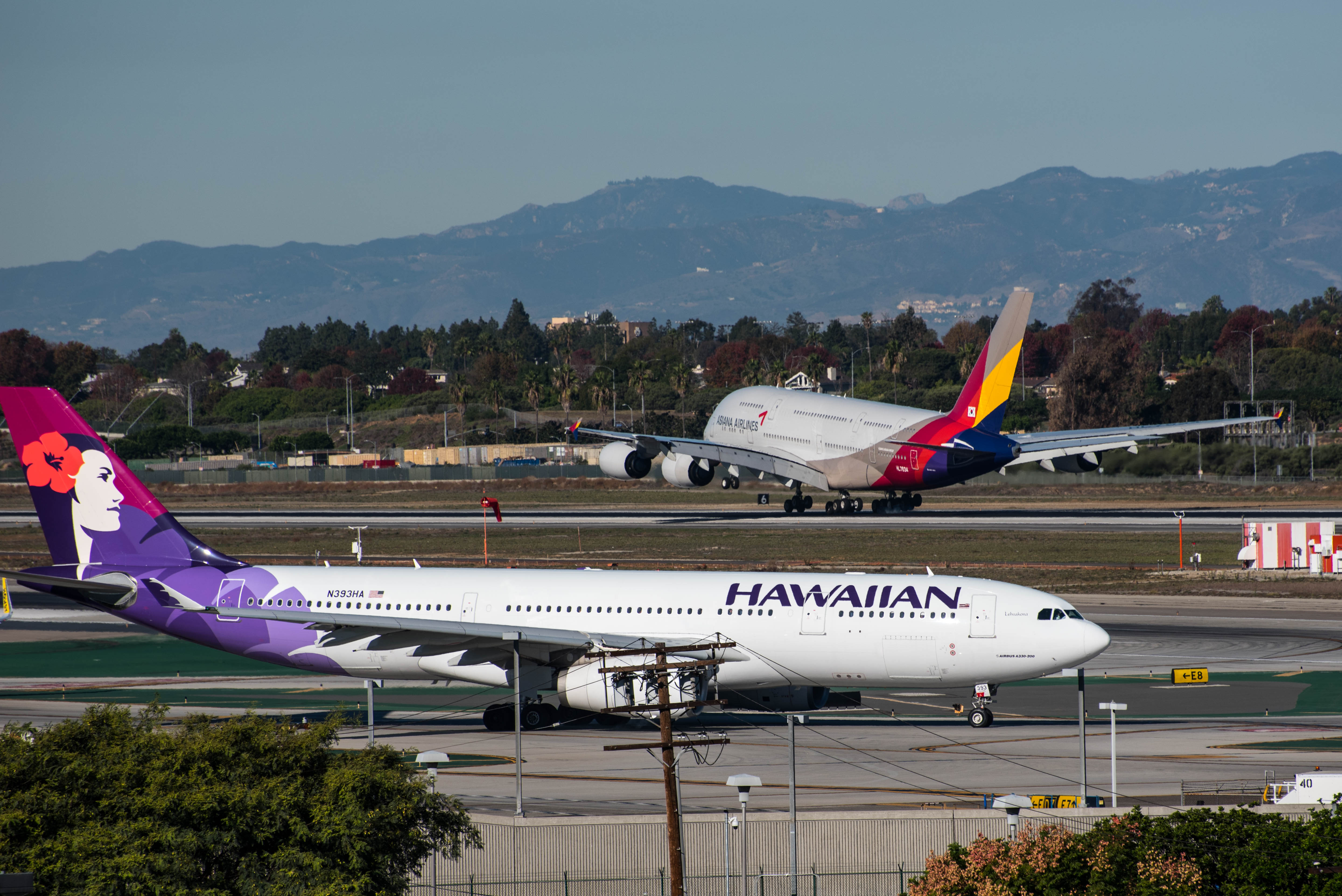
Airbus A330-200 da Hawaiian Airlines

Em dezembro de 2017.
- 2 Airbus A321neo
- 24 Airbus A330-200
- 20 Boeing 717-200
- 1 Boeing 767-300
- 7 Boeing 767-300ER